# Albin Kowaczek
Albin Kowaczek (ur. 1 lipca 1910 w Zaborzu – obecnie dzielnica Zabrza, zm. 1 września 1939 w Rudzie Śląskiej) – polski działacz robotniczy, sportowy, kolarz, bokser.

## Życiorys
Był synem Antoniego Kowaczka i Elżbiety z domu Kozioł. Ojciec Antoni (1861-1938) z zawodu górnik, był aktywnym członkiem Polskiej Partii Socjalistycznej Zaboru Pruskiego, z której ramienia uczestniczył w akcji plebiscytowej. Po podziale Górnego Śląska w 1922 roku ze względów politycznych musiał opuścić Zaborze i zamieszkał w Bielszowicach (obecnie dzielnica Rudy Śląskiej). Tam Albin Kowaczek ukończył edukację w szkole powszechnej. Od najmłodszych lat wychowany był w duchu polskim i robotniczym.
Jego imieniem została nazwana jedna z ulic w Bielszowicach.

## Praca zawodowa
W 1925 roku rozpoczął pracę jako uczeń drukarski w drukarni „Gazety Robotniczej”, gdzie w latach 1928-1931 pracował w charakterze stereotypera. Zwolniony z pracy z powodu redukcji znalazł w 1933 roku zatrudnienie w kopalni węgla kamiennego „Walenty-Wawel” w Rudzie Śląskiej, gdzie pracował z przerwami do wybuchu II wojny światowej, jako wozak, młodszy cieśla górniczy i spawacz dołowy.

## Działalność polityczna
Dzięki zaangażowaniu ojca w ruchu robotniczym wcześnie zetknął się z ideologią socjalistyczną. Od 1925 roku należał do Polskiej Partii Socjalistycznej. Czynny był w Czerwonym Harcerstwie i Organizacji Młodzieży Towarzystwa Uniwersytetu Robotniczego (OMTUR). W latach trzydziestych XX wieku należał do czołowych działaczy socjalistycznych w Bielszowicach. Z ramienia Zarządu Polskiej Partii Socjalistycznej w Bielszowicach pełnił w latach 1933-1939 funkcję opiekuna Młodzieży Socjalistycznej.
Był też członkiem Związku Strzeleckiego „Śląsk”.
Należał do Centralnego Związku Górników i wchodził w skład Rady Zakładowej kopalni „Walenty-Wawel”. W 1937 roku był jednym z organizatorów strajku w tej kopalni i kierował Komitetem Strajkowym.
W 1938 powołał Akcję Socjalistyczną przeciwstawiającą się dywersyjnej działalności organizacji niemieckich finansowanych przez Volksbund.
Około 1939 roku został zwerbowany przez Franciszka Trąbalskiego do pracy wywiadowczej na terenie rejencji opolskiej. Pełnił funkcję łącznika pomiędzy Trąbalskim a Urzędem Bezpieczeństwa i Polskim Sztabem Wojskowym w Katowicach.
Latem 1939 roku zorganizował grupę samoobrony. W przeddzień napaści hitlerowskiej na Polskę odpierał ataki niemieckich bojówek nacierających od strony Zabrza poprzez granicę na Bielszowice. W nocy 1 września 1939 grupa Kowaczka pospieszyła z pomocą samoobronie w Rudzie Śląskiej, gdzie Freikorps zajął folwark zwany „Nowy Dwór” lub „Antonowiec”. Samoobrona zdołała odbić obiekt, jednak kolejny niemiecki atak przełamał obronę polską. Część obrońców poległa w walce, Kowaczek dostał się w ręce Niemców i został zamordowany  tuż po ujęciu. Ciało syna odnalazła matka i pochowała na cmentarzu w Bielszowicach. Później dokonano ekshumacji i szczątki złożono we wspólnej mogile poległych za wolność ojczyzny.

## Działalność sportowa
Duży wpływ na rozpoczęcie działalności sportowej miała znajomość z Hermanem Majerem – lekkoatletą, redaktorem „Gazety Robotniczej” i prezesem Robotniczego Klubu Sportowego „Siła” w Bielszowicach-Pniakach.
Początkowo uprawiał pchnięcie kulą, rzut oszczepem i dyskiem, występując na tzw. „Świętach Wychowania Fizycznego” i festynach sportowych organizowanych przez Robotniczy Klub Sportowy „Siła”. Trenował również kolarstwo i boks.
W latach trzydziestych XX wieku zaangażował się w działalność Towarzystwa Cyklistów „Naprzód” w Pawłowie, gdzie zebrała się grupa utalentowanych kolarzy nieposiadających jednak odpowiedniego sprzętu. Starania Kowaczka przyczyniły się do zawarcia transakcji handlowej, dzięki której klub zakupił rowery wyścigowe od katowickiej firmy „Ebeco”. Na tym sprzęcie tryumfował w latach 1930-1931 Jan Koszczyk w indywidualnym wyścigu szosowym o tytuł mistrza województwa śląskiego, a drużyna kolarzy w składzie – Albin Kowaczek, Jan Koszczyk, Gerard i Jerzy Maj zwyciężyli na zawodach tej rangi w 1930 roku.
Sam Kowaczek uczestniczył w międzynarodowych wyścigach kolarskich organizowanych na trasie: Wirek, Bielszowice, Pawłów, Zaborze, Sośnica, Przyszowice, Paniówki, Borowa Wieś, Halemba, Wirek.
Dzięki jego aktywności Towarzystwo Cyklistów „Naprzód” w Pawłowie przodowało nie tylko w zwycięstwach w najważniejszych imprezach kolarskich na Śląsku, ale też w ilości i jakości organizowanych imprez kolarskich. Świetnie rozreklamowane wyścigi i turnieje piłki rowerowej z udziałem Waltera i Pawła Porembów przyciągały wielu kibiców.
Jako członek drużyny harcerskiej Związku Harcerstwa Polskiego im. Andrzeja Mielęckiego oraz działacz Organizacji Młodzieży Towarzystw Uniwersytetów Robotniczych (OMTUR) w Bielszowicach wzbogacił program wychowania fizycznego  tych organizacji o piłkę ręczną, koszykówkę i siatkówkę.
Kowaczek jest uważany za jednego z pionierów boksu w robotniczych organizacjach młodzieżowych. W 1931 roku założył sekcję pięściarską przy OMTUR Bielszowice. W 1934 roku w barwach Klubu Sportowego „Naprzód” Ruda Południowa wywalczył tytuł mistrzowski w bokserskich mistrzostwach  Śląska w wadze średniej, a w 1935 roku brązowy medal w mistrzostwach bokserskich Związku Strzeleckiego „Śląsk”. Reprezentował Śląsk w międzynarodowych zawodach bokserskich. Karierę zawodową zakończył w 1937 roku w barwach KS „Slavia” Ruda Śląska. W latach 1938–1939 był instruktorem w sekcjach bokserskich polskich klubów sportowych w Zabrzu i Bytomiu.

## Życie prywatne
W 1933 ożenił się z Marią Kisperską, miał córkę Krystynę.